# Casa memorial de la Madre Teresa
La Casa memorial de la Madre Teresa (en macedonio: Спомен-куќа на Мајка Тереза) está dedicada a la religiosa de las Misioneras de la Caridad, dedicó su vida a pobres y enfermos. Ganadora del Premio Nobel la Madre Teresa de Calcuta. Se encuentra en su ciudad natal, Skopie, en Macedonia del Norte. La casa memorial fue construida en la popular calle Macedonia en el municipio Centar, en la misma ubicación de la catedral del Sagrado Corazón de Jesús, donde la Madre Teresa fue bautizada. Se encuentra justo al este del palacio Ristiḱ y la plaza Macedonia. En las primeras tres semanas, la casa memorial fue visitada por 12.000 personas.

## Historia

### Arquitectura
Las obras comenzaron en mayo de 2008. El proyecto estuvo financiado por el Gobierno de Macedonia del Norte y fue llevado a cabo por el ministerio de Cultura. Es una versión moderna y actualizada de la casa natal de la madre Teresa, con carácter multifuncional, pero sacral. En el interior se encuentran reliquias que fueron trasladadas a Skopje con el apoyo de la Iglesia católica de Skopje, noticia anunciada por Nikola Gruevski durante la inauguración. Hay un museo que incluye esculturas realistas de la madre Teresa y otros miembros de su familia, una de ellas la muestra como una niña de diez años, sentada en una roca y sosteniendo una paloma en sus manos. La casa también acoge exposiciones culturales e incluye una galería. El proyecto fue a manos del arquitecto Vangel Božinovski.

### Inauguración
La casa memorial costó dos millones de euros y abrió el 30 de enero de 2009 por el primer ministro macedonio Nikola Gruevski y es uno de los nuevos lugares turísticos de Skopje. A la inauguración asistieron distintas delegaciones extranjeras, miembros de la Iglesia católica en Macedonia del Norte y de la Iglesia ortodoxa macedonia. Una semana después de la apertura, el ministro de Asuntos Exteriores, Antonio Milošoski, situó una placa conmemorativa en la tumba de la madre Teresa en Calcuta, India, con el grabado "Muestra de gratitud de la República de Macedonia y de los ciudadanos de su ciudad natal Skopje".